# Исмаил-паша
Исмаил-паша, познат и као Исмаил Велики (31. децембар 1830 − 2. март 1895) је био египатски кедив од 1863. до 1879. године. 

## Биографија
Исмаил је био син Ибрахима-паше Египатског и унук Мухамед Алија, оснивача династије Мухамед Али, која је управљала Египтом од француске окупације, формално под врховном влашћу Османлија. На египатском престолу Исмаил је наследио Саида Египатског, свог стрица, који је носио титулу валије. Исмаил-паша је од османског султана купио титулу кедива, која га је коштала велике количине новца и удвостручења пореза султану, а доносила је више симболичне него реалне користи. На чело Египта Исмаил је дошао 1863. године. Његову владавину карактеришу реформе којима је покушао да у Египат уведе модерне европске тековине. Египат је, као и остатак Османског царства, крајем 18. и у 19. веку била заостала земља која није прошла кроз индустријску револуцију. Са друге стране, близина Суецког канала учинила је Египат интересантним европским монархијама, пре свега Британији, која је кроз канал имала најближи пролаз до Индије. Стога се Египат налазио у сфери енглеских утицаја. Исмаил је отворио врата страним утицајима држећи се филозофије коју је објавио 1879. године: "Моја земља више није у Африци, она је сада део Европе". Међутим, Исмаилове реформе имале су слабе резултате. Спољна политика Исмаила такође је била неуспешна. Између 1874. и 1876. године водио је неуспешан рат са Етиопијом. Спољнополитички циљ Исмаила био је стварање царства које би обухватало читаву долину Нила. Како се у саставу Етиопије налазила долина Плавог Нила, Исмаил га је напао 1874. године. У Еритреји су вођене двогодишње борбе које су завршене потпуним поразом Египћана. Миром у Адви окончан је период непријатељства тек 1884. године. Реформе Исмаил-паше гурнуле су Египат у огромне дугове због којих је кедиват постао зависан од европских сила. Немири узроковани активношћу Ахмеда Урабија довели су до пада Исмаила 26. јуна 1879. године. Султан Абдулхамид II поставио је Теуфика-пашу на његово место. Исмаил је избегао у Ресину у близини Напуља, где је живео до 1885. године, када се на позив султана преселио у палату на Босфору. Умро је у Истанбулу 1895. године. Његово тело касније је спаљено у Каиру. 